# Dendrophthora capitellata
Dendrophthora capitellata är en sandelträdsväxtart som beskrevs av C.T. Rizzini. Dendrophthora capitellata ingår i släktet Dendrophthora och familjen sandelträdsväxter. Inga underarter finns listade i Catalogue of Life.